# Арарат (област)
Вижте пояснителната страница за други значения на Арарат.
Арарат (на арменски: Արարատի մարզ) е област в Южна Армения с площ от 2096 кв. км. Тя граничи с Турция и Азербайджан. Областният ѝ център е Арташат. Населението ѝ е 257 800 жители (по приблизителна оценка за януари 2018 г.).